# Franca Aldrovandi
Franca Aldrovandi (Milano, 30 dicembre 1935) è una cantante, conduttrice radiofonica, conduttrice televisiva e attrice italiana.

## Biografia
Dopo aver ottenuto un contratto discografico con la Dischi Royal (sottoetichetta della Durium), esordisce nel 1958 dalla sede RAI di Torino nella trasmissione Canzoni alla Finestra e passa successivamente alla musica Jazz con la trasmissione radiofonica Ballate con Nunzio Rotondo e Franca Aldrovandi.
Nello stesso anno partecipa alla prima edizione della Sei giorni della canzone.
Dopo altre incisioni, si dedicherà alla carriera di presentatrice, lavorando per la Rai in alcune trasmissioni radiofoniche e televisive tra cui nel 1962 Galleria del jazz e Il buttafuori, insieme a Luciano Rispoli, nel 1963 Musica in pochi (con Carlotta Barilli e  musicisti Mario Pezzotta e Carlo Pes, con la regia di Lino Procacci), Un disco per l'estate 1969 e Un disco per l'estate 1971.
Ha avuto inoltre una carriera come attrice fino agli anni '80.

## Discografia parziale

### Singoli
- 1959 – Concertino/Hey tu! (Dischi Royal, QC A 1070)
- 1959 – Gli zingari/Lo stregone (Dischi Royal, QC A 1071)

## Prosa televisiva Rai
- Il gatto e le tigri, teledramma di Dino De Palma, regia di Alberto Gagliardelli, trasmesso il 8 luglio 1958.

## Filmografia
- Il tiranno del Garda, regia di Ignazio Ferronetti (1957)
- Storie di vita e malavita, regia di Carlo Lizzani (1975)
- Colletti bianchi, regia di Bruno Cortini – serie TV (1988)